# Wołoszyniwka
Wołoszyniwka (ukr. Волошинівка) – wieś w rejonie browarskim położonym w południowo-wschodniej części obwodu kijowskiego Ukrainy. Założona w 1700 roku liczy ok. 1,5 tys. mieszkańców.
We wsi 5 grudnia 1922 roku urodził się Michajło Jurczenko, a 31 sierpnia 1975 roku Bohater Ukrainy Rusłan Łużewski .